# Władysław Piskun
Władysław Eduardowycz Piskun, ukr. Владислав Едуардович Піскун (ur. 28 grudnia 1984 w Charkowie) – ukraiński piłkarz, grający na pozycji lewego obrońcy, a wcześniej pomocnika. Jego kariera piłkarska najprawdopodobniej skończyła się 21 listopada 2010 po spowodowaniu przez niego wypadku samochodowego, w którym zginęły 4 osoby. 29 marca 2011 roku Piskun został skazany na 6,5 lat więzienia. 2 lipca 2011, po przejrzeniu sprawy na wniosek prokuratury, kara piłkarza wzrosła do 9 lat więzienia.

## Kariera piłkarska

### Kariera klubowa
Mając dwa lata z rodzicami przeniósł się do Sewastopola. Wychowanek klubu Wiktoria Sewastopol. Karierę piłkarską rozpoczął w składzie miejscowej drużyny Czajka Sewastopol. Po reorganizacji klubu w lipcu 2002 został piłkarzem PFK Sewastopol. W listopadzie 2010 po spowodowaniu wypadku klub zrezygnował z usług piłkarza.

### Kariera reprezentacyjna
Występował w studenckiej reprezentacji Ukrainy.

## Sukcesy i odznaczenia

### Sukcesy klubowe
- mistrz Perszej Lihi: 2010

### Sukcesy reprezentacyjne
- mistrz Uniwersjady: 2009

### Odznaczenia
- tytuł Mistrza Sportu Klasy Międzynarodowej: 2009